# Cotinga cuaforcada occidental
La cotinga cuaforcada occidental (Phibalura boliviana) és un ocell de la família dels cotíngids (Cotingidae).

## Hàbitat i distribució
Habita els boscos a Bolívia occidental.